# Voluntas Montichiari
L'Associazione Sportiva Dilettantistica Voluntas Montichiari, meglio nota come Voluntas Montichiari o semplicemente Montichiari, è una società calcistica italiana con sede nella città di Montichiari, in provincia di Brescia.
Milita in Prima Categoria, settima divisione del campionato italiano.
Fondata nel 1928 e divenuta professionistica come Associazione Calcio Montichiari, si sciolse nel 2012, quando non rinnovò l'iscrizione ai campionati della FIGC. Tuttavia la squadra rinacque grazie alla vicina società del Carpenedolo, che spostò sede e campo di gioco assumendo l'attuale denominazione e raccogliendo l'eredità del vecchio Montichiari.
Nel 2015 dopo non essersi iscritto al campionato di Eccellenza, una nuova società riparte dalla terza categoria col nome di Voluntas Montichiari, continuando la tradizione storica della società cittadina.
I colori sociali sono il rosso e il blu. Disputa le partite di casa allo stadio Montichiarello.
Attualmente milita in Prima Categoria Lombarda, terzo livello calcistico regionale.

## Storia

### Primi anni
La società del Montichiari venne fondata nel 1928 e prese parte per vari decenni a campionati minori. Negli anni sessanta cambiò denominazione in A.C. Montichiari.

### Anni Settanta ed Ottanta
Tra gli anni settanta ed ottanta si concretizzò il primo salto di qualità, con la partecipazione del Montichiari ai campionati di Seconda e di Prima Categoria, culminati con la conquista della Promozione.
Quest'ultima rappresentò a lungo il gradino più alto raggiunto dalla compagine monteclarense.

### Anni Novanta
Nel 1992 conquistò il diritto a giocare in Eccellenza, il campionato più importante a livello regionale.
La società si consolidò e riuscì a porre le basi per tentare la scalata in serie D.
Questo traguardo venne conquistato nel 1995, al termine degli spareggi nazionali dopo il secondo posto ottenuto in Eccellenza.
L'impatto con la nuova realtà fu molto duro: al primo anno di serie D il Montichiari riuscì a salvarsi soltanto allo spareggio.

### Passaggio nei professionisti
Dopo altre due stagioni, entrambe concluse al terzo posto, nel 1999 venne raggiunta la Serie C2.
Dalla stagione 2004/2005 alla presidenza della società si installò Maurizio Soloni
Dopo otto anni, nel 2007 la squadra retrocedette in Serie D; seguirono tre anni tra dilettanti e professionisti, in cui nella stagione 2009-2010 dopo un anno da leader classificandosi 1º nel girone va a vincere la pole scudetto, avvalendosi come miglior squadra della Serie D con il passaggio di nuovo tra i professionisti in Lega Pro (ex serie C). Partecipa per 2 anni di fila in Lega Pro dove poi fa seguito la retrocessione in Serie D avvenuta nella stagione 2011-2012.

### Il ritiro del 2012, la radiazione e la nascita dell'Atletico Montichiari
Il 12 luglio 2012 la società si ritirò dal campionato di Serie D per inadempienze economiche, venendo radiata dai ruoli federali FIGC, dopo 84 anni di storia, l'11 settembre 2013. A continuare la storia calcistica della città fu la squadra del Carpenedolo, che si trasferì a Montichiari cambiando il suo nome in Atletico Montichiari. Sembra che la propria dimensione l'abbia trovata in questi anni, tra i campi della Serie D, dove nonostante tutto riesce sempre a centrare l'obiettivo della salvezza. Nella stagione 2014-2015 l'impresa non riesce e la compagine bassaiola conclude all'ultimo posto solitario nel girone B, con la conseguente, inevitabile retrocessione. Dopo un'estate calda e piena di incertezze societarie sul futuro e l'immediato giunge il 31 agosto del 2015. Questa data passerà agli annali come un giorno molto triste per la formazione monteclarense: gli insostenibili problemi societari ed economici già riscontrati nel corso della stagione impediscono all'Atletico Montichiari di iscriversi al Campionato di Eccellenza, costringendo il club a ripartire dalla Terza Categoria con il nome di Voluntas Montichiari, sotto la guida del nuovo presidente Maurizio Chiarini e del figlio Matteo.

### Il fallimento e la nuova ripartenza
Per la stagione 2015-16 la società, appena retrocessa in Eccellenza, non si iscrive al campionato. In estate una nuova cordata capitanata da Italo Giacomini, proprietario dell'azienda Italtelo, decide di far ripartire una nuova società dal campionato di Terza Categoria, così da non interrompere la tradizione calcistica della città.

## Colori e simboli

### Colori
I colori del Montichiari sono il rosso e il blu.

### Simboli ufficiali

#### Stemma
I vari stemmi del Montichiari hanno sempre avuto disegnato su di essi lo stemma cittadino. Attualmente lo stemma della Voluntas Montichiari ha disegnata una tigre.

#### Inno
L'inno del Montichiari si intitola Montichiari in patria, di Renato Rascel.

## Strutture

### Stadio
Il Montichiari ha disputato le partite di casa fino al 2015 allo stadio Romeo Menti, costruito nel 1928 ed intitolato a Romeo Menti, vittima della tragedia di Superga.
Con la rifondazione del 2015 la squadra disputa le partite interne al Centro Sportivo Montichiarello.

## Palmarès

### Competizioni nazionali
- Scudetto Serie D: 1

2010

### Competizioni interregionali
- Serie D: 1

2009-2010 (girone C)
- Campionato Nazionale Dilettanti: 1

1998-1999 (girone C)

### Competizioni regionali
- Promozione: 1

1991-1992 (girone B)
- Seconda Categoria: 1

2017-2018 (girone E)

### Altri piazzamenti
- Serie D:

Secondo posto: 2007-2008 (girone D)
- Campionato Nazionale Dilettanti:

Terzo posto: 1996-1997 (girone B), 1997-1998 (girone C)
- Eccellenza:

Secondo posto: 1994-1995 (girone B)

## Statistiche e record

### Partecipazione ai campionati nazionali
| Livello | Categoria                       | Partecipazioni | Debutto   | Ultima stagione | Totale |
| ------- | ------------------------------- | -------------- | --------- | --------------- | ------ |
| 4º      | Serie C2                        | 7              | 1999-2000 | 2006-2007       | 12     |
| 4º      | Lega Pro Seconda Divisione      | 4              | 2008-2009 | 2011-2012       | 12     |
| 4º      | Serie D                         | 1              | 2014-2015 | 2014-2015       | 12     |
| 5º      | Campionato Nazionale Dilettanti | 4              | 1995-1996 | 1998-1999       | 8      |
| 5º      | Serie D                         | 4              | 2007-2008 | 2013-2014       | 8      |